# Anacroneuria ricki
Anacroneuria ricki är en bäcksländeart som beskrevs av Maria del Carmen Zúñiga och Bill P.Stark 2002. Anacroneuria ricki ingår i släktet Anacroneuria och familjen jättebäcksländor. Inga underarter finns listade i Catalogue of Life.